# Parque Nacional Grasslands
O Parque Nacional Grasslands é um dos mais novos parques do Canadá e localiza-se no sul da província de Saskatchewan, próximo da fronteira com o estado de Montana, nos Estados Unidos. Faz parte do sistema patrimonial de proteção canadense, o qual visa proteger 39 regiões naturais. 